# 北京國際設計週
北京國際設計週，經常簡稱為BJDW。是一個2011年開始，在中國北京舉辦的國際設計展會。2012年展會的主題為『設計改變生活』，該展會的內容豐富，除有年度設計獎的頒發，亦有北京國際設計品的交易會，且還有北京設計論壇與設計之旅等活動。承辦單位為北京歌華文化發展集團與北京工業設計促進中心。
該展會不限於設計主題，也廣納青年藝術，雕塑，城市發展等題材，目的是希望加強公眾的設計教育。該展會的場地不固定，以多個小展覽串連而成，以2012年為例，展覽場地遍佈全北京市156個場所。主要展覽場所有90個，包括30家北京的創意園區，10家品牌企業，30家設計公司，10家設計學院，以及10家特色消費場所，估計參觀人次約為500萬人次。

## 外部連結
- 北京設計師週官方網站（页面存档备份，存于）
- caochangdi.org（页面存档备份，存于）